# 污穢長小蠹
污穢長小蠹（学名：Platypus contaminatus）为長小蠹蟲科長小蠹屬下的一个种。